# Thierry Péponnet
Thierry Péponnet, född den 7 september 1959 i Le Havre, är en fransk seglare.
Han tog OS-guld i 470 i samband med de olympiska seglingstävlingarna 1988 i Seoul.